# Béatrice Casadesus
Béatrice Casadesus, de nacimiento Béatrice Probst (París, 1942), es una escultora francesa. Profesora titular en la Escuela de Arquitectura París Malaquais (ENSBA). Es hija de la actriz Gisèle Casadesus y hermana del director de orquesta Jean-Claude Casadesus. 